# Napeogenes yanetta
Napeogenes yanetta är en fjärilsart som beskrevs av William Chapman Hewitson 1867. Napeogenes yanetta ingår i släktet Napeogenes och familjen praktfjärilar. Inga underarter finns listade i Catalogue of Life.